# Faber-Castell
Faber-Castell AG (транслитерируется Фа́бер-Касте́ль АГ) — немецкая компания, производитель карандашей, ручек и иных канцелярских товаров, а также продукции для художников. Штаб-квартира компании расположена в городе Штайн (Средняя Франкония, Бавария, Германия).

## История

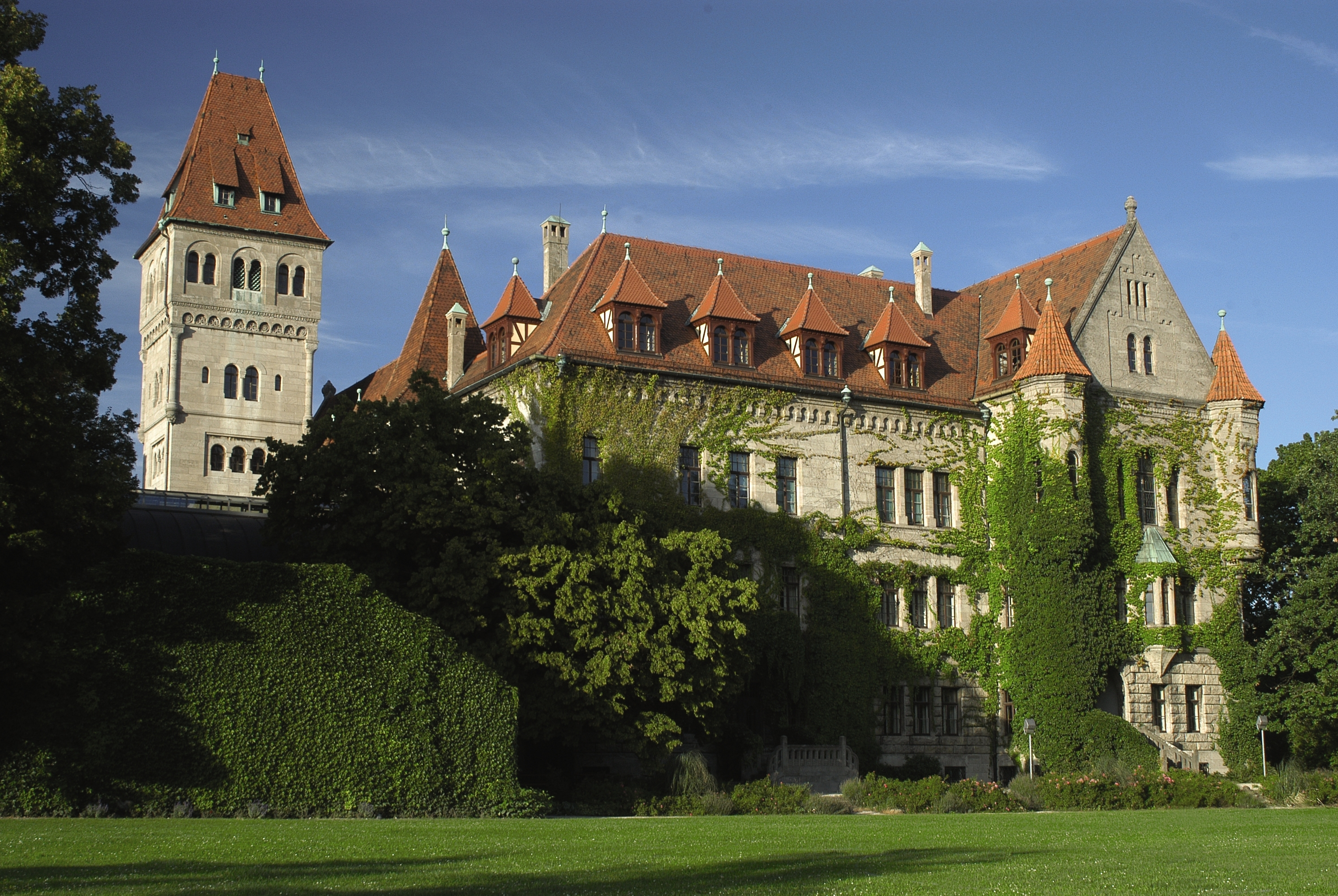
Замок семейства Фаберов в Штайне

Компания основана в 1761 году Каспаром Фабером. Под руководством его потомка Иоганна Лотара Фабера в середине XIX века Faber активно развивалась, в частности, начала открывать филиалы в Нью-Йорке (1849), Лондоне (1851), Париже (1855) и других европейских городах. Современное название компания получила благодаря браку внучки Лотара Фабера с баварским графом Кастелем. В знак глубокой древности этого владетельного рода на гербе фирмы появились два рыцаря.
Первые подделки продукции Фабера появились в Москве ещё в 1856 году. Лотар фон Фабер обратился к немецкому правительству с требованием о защите бренда. Закон вступил в силу в 1875 году. Так Лотар фон Фабер стал родоначальником немецкого законодательства о защите товарных знаков.
Посетивший фабрику в 1925 году Арманд Хаммер даёт следующее описание:

Большинство рабочих получало здесь место по наследству от отца к сыну, и так несколько поколений. В результате они становились потомственными мастерами, искусными и терпеливыми, в совершенстве знающими свое дело и не способными почти ни на что другое. Ревниво охраняя свою карандашную монополию, Фаберы издавна заботились о том, чтобы никто из подчиненных не знал более, чем одно из звеньев их сложной организации. Представление о ней в целом было привилегией членов семьи и немногих верных служащих.— Арманд Хаммер. «Мой век — двадцатый. Пути и встречи». — М.: Прогресс, 1988.
С конца XIX века Faber-Castell была известна как важный поставщик логарифмических линеек. В 1970-х годах, с появлением электронных калькуляторов, компания стала терять рыночную долю и решила занимать иные ниши, в частности, начала производство маркеров. В 1980-х сбыт Faber-Castell вновь оказался под угрозой в связи с массовым появлением систем автоматизированного проектирования (CAD), что подвигло компанию обратиться к рынку товаров для рисования.

## Собственники и руководство
С момента основания компания остаётся под контролем и в управлении семьи Фабер (за это время в семье сменилось уже девять поколений). С 2017 года, после смерти графа Антона-Вольфганга фон Фабер-Кастелла, компанией управляет совет директоров: Стефан Лейтц является генеральным директором; другие члены — Андре Верхан (финансовый директор), доктор Ханс-Курт фон Вердер (технический директор) и графиня Мэри фон Фабер-Кастелл. Мандат графини Мэри фон Фабер-Кастелл гарантирует, что семья Фабер-Кастелл будет продолжать играть активную роль в высшем руководстве компании.
- Каспар Фабер (1730—1784) — основатель фирмы (1761)
  - Антон Вильгельм Фабер (1758—1819)
    - Георг Леонард Фабер (1788—1839)
      - Иоганн Лотар фон Фабер (1817—1896)
        - Вильгельм фон Фабер (1851—1893)
          - Оттилия фон Фабер (1877—1944)
Х Александер фон Фабер-Кастелл (1866—1929)
            - Роланд фон Фабер-Кастелл (1905—1978)
              - Антон Вольфганг фон Фабер-Кастелл (1941-21.01.2016)

## Деятельность
Компания выпускает широкую гамму карандашей (включая косметические), ручек, иных канцелярских товаров, товаров для художников (карандаши, пастельные и акварельные краски, мелки и др.), а также пишущие инструменты и товары из кожи класса люкс. По состоянию на март 2012 года компании принадлежало 14 фабрик и 23 торговых предприятия. В Германии сейчас выпускается лишь наиболее дорогая продукция компании, основное производство сконцентрировано в Бразилии.

### Показатели деятельности
Численность персонала на 2012 год — около 7 тыс. человек. Выручка компании за 2010 финансовый год (заканчивается 31 марта 2011 года) составила 540 млн евро, рентабельность после налогообложения — 7,5 %.

### Faber-Castell в России
Компания активно поставляла свою продукцию в дореволюционную Россию (представительство в Санкт-Петербурге действовало с 1874 года), и даже графит для её карандашей добывался в Сибири. После прихода к власти большевиков компания надолго покинула страну.
С начала XXI века дистрибуцией продукции Faber-Castell в России занималась турецкая компания Anadolu Group. С сентября 2011 года немецкая компания совместно с Anadolu открыла в России дочернюю компанию, которая и занимается поставками продукции в Россию.